# Notoliparis
Notoliparis és un gènere de peixos pertanyent a la família dels lipàrids.

## Taxonomia
- Notoliparis antonbruuni (Stein, 2005)[2]
- Notoliparis kermadecensis (Nielsen, 1964)[3]
- Notoliparis kurchatovi (Andriàixev, 1975)[4]
- Notoliparis macquariensis (Andriàixev, 1978)[5][6][7][8][9][10][11]